# Death's End
死神永生 (em mandarim simples: Sîshén yongsheng), intitulado O Fim da Morte no Brasil, A Morte Eterna em Portugal e Death's End em inglês, é o terceiro e último romance de ficção científica da série O Passado do Planeta Terra ou Lembranças do Passado da Terra do escritor chinês Liu Cixin. A série literária é conhecida popularmente como O Problema dos Três Corpos (三体III).

## Enredo
Durante a Queda de Constantinopla em 1453 d.C., uma prostituta ganha a habilidade de recuperar pequenos objetos de maneiras aparentemente impossíveis, incluindo os órgãos vitais de alvos humanos fortemente guardados. Constantino XI encarrega-a de assassinar Mehmed II, mas seus poderes desaparecem misteriosamente e ela é executada. Esses eventos são atribuídos à passagem de um "fragmento de quatro dimensões" através do sistema solar.
Durante a Era da Crise, antes de seu suicídio, Yang Dong descobre que sua mãe conspirou com Trisolaris e causou a interrupção dos aceleradores de partículas, questionando o impacto da vida alienígena no universo. Cheng Xin, uma engenheira aeroespacial, é recrutada pela Agência de Inteligência Planetária (PIA) para o Projeto Escada, e propõe usar mísseis para acelerar uma sonda a 1% da velocidade da luz. Embora o plano seja inicialmente rejeitado, Thomas Wade, o agente da CIA liderando o projeto, sugere enviar um cérebro humano como agente duplo para os Trisolarans. Yun Tianming, um engenheiro terminalmente doente que secretamente ama Cheng, se oferece para o projeto, mas a sonda falha e o projeto é considerado um fracasso. Cheng entra em hibernação para representar o Projeto Escada no futuro.
Cerca de 250 anos depois, na Era da Dissuasão, a invasão Trisolarana foi evitada por Luo Ji, que criou a Deterrência da Floresta Sombria, ameaçando divulgar a localização de Trisolaris para civilizações hostis, o que também revelaria a localização da Terra. O sistema de deterrência é controlado por um único "Portador da Espada" (que faz alusão à lenda da Espada de Dâmocles), sendo Luo Ji o primeiro a ocupar o cargo. Após uma batalha desastrosa com uma sonda Trisolarana, duas naves humanas fugiram do sistema solar. A nave Bronze Age retorna à Terra, mas sua tripulação é julgada por crimes contra a humanidade, enquanto a nave Blue Space é avisada para não voltar. A nave Gravity, equipada com um transmissor de deterrência, persegue a Blue Space com sondas Trisolarianas, mas a missão levará décadas. Cinquenta anos depois, Cheng Xin, que possui o título de uma estrela, começa uma nova empresa aeroespacial com um astrônomo. Cheng se torna candidata para substituir Luo Ji como Portadora da Espada, mas, no momento da transição, Trisolaris inicia um ataque contra a Terra, prevendo corretamente que Cheng hesitaria em cumprir a ameaça.
No Período Pós-Dissuasão, os Trissolarianos preparam a Terra para seu povoamento. Toda a humanidade é forçada a emigrar à força para a Austrália, criando problemas muito graves de superpopulação e fornecimento de recursos. Na Era da Transmissão, os Trissolarianos abandonam a ideia de colonizar a Terra, convencidos de que ambos os planetas estão perto de serem destruídos. Alguns anos depois, uma das três estrelas de Trissolaris é atingida por um fotóide, uma partícula de massa reduzida mas acelerada a uma velocidade tão próxima da da luz que o impacto com a estrela é devastador. Todo o planeta é incinerado pela supernova resultante do impacto. Os últimos Trissolarianos restantes no planeta Terra, incluindo o andróide embaixador, permitem que Cheng Xin fale com Yun Tianming, cujo cérebro foi encontrado e revivido em um corpo por meio de clonagem. Durante a conversa, Yun conta contos de fadas que Cheng decifra como mensagens codificadas, revelando a teoria dos motores de dobra. A humanidade considera três opções para escapar de um fotóide, as Naves Espaciais de Dobra (para deixar o sistema solar), Domínios Negros (reduzir a velocidade da luz para tornar o sistema solar invisível) e Blindagem dos Planetas Exteriores (proteger os planetas externos contra explosões solares). A opção de blindagem é escolhida, e a pesquisa sobre motores de dobra é proibida. Cheng Xi volta a hibernar.
Na Era dos Bunkers, a maior parte da humanidade abandona a Terra para se refugiar em cidades espaciais no sistema solar. O americano Wade, que trabalha secretamente em tecnologia de dobra, é descoberto e, após a promessa feita a Cheng Xin, se rende, mas é executado. Cheng Xin volta a hibernar mais uma vez, mas é despertada novamente quando um projétil alienígena colapsa o espaço tridimensional para o bidimensional, destruindo o sistema solar. Wade, antes de morrer havia completado uma nave de velocidade luminosa, e nela, Cheng Xin escapa para o planeta DX3906. Por fim, na Era Galáctica, Cheng Xin e AA, os únicos sobreviventes, encontram uma civilização descendente das tripulações do Gravity e Blue Space em DX3906, descobrindo por eles que ataques dimensionais são comuns no universo, revelando que civilizações avançadas alteram as leis da física para guerrear.

## Personagens
- Cheng Xin (程心)

Engenheira aeroespacial do início do século XXI, segunda portadora da espada.
- Yun Tianming (云天明)

Companheiro de faculdade de Cheng Xin, que tem interesse romântico por ela. Seu cérebro é enviado para o espaço e capturado pela frota Trissolariana, que consegue clonar seu corpo e devolvê-lo à vida.
- Thomas Wade (托马斯·维德)

Ex-Chefe da CIA, o candidato mais eficaz para a posição de portador da espada, desenvolve um protótipo de propulsão por curvatura.
- Ai AA (艾AA)

Doutora em astronomia da Era da Dissuasão, amiga e companheira de viagem de Cheng Xin.
- Luo Ji (罗辑)

Sociólogo cósmico, ex-Wallfacer e primeiro portador da espada, retornando de A Floresta Sombria.
- Neil Scott

Capitão da Bronze Age.
- Sebastian Schneider

Comandante de tenente dos sistemas de mira e padrões de ataque a bordo da Bronze Age.
- Morovich

Capitão da Gravity.
- Chu Yan

Capitão da Blue Space.
- Sophon (智子)

Andróide Trissolariano, controlado por sophons, que fornece um link diplomático e comunicativo entre a Terra e Trisolaris.
- Guan Yifan (关一帆)

Astrônomo civil da Gravity.
- Yang Dong (杨冬)

Teórica das cordas e filha de Ye Wenjie e Yang Weining, comete suicídio antes dos eventos de O Problema dos Três Corpos.
- Fraisse (弗赖斯)

Homem aborígene australiano que faz amizade com Cheng Xin durante o reassentamento.
- Singer

O exterminador a bordo de uma nave de observação de uma raça desconhecida, atacando o Sistema Solar com uma folha de dois vetores.

## História editorial
O romance foi publicado em novembro de 2010 pela Chongqing Publishing Company e recebeu o prestigioso prêmio Chinese Science Fiction Yinhe (Galaxy) no mesmo ano Em 2012, a CEPIEC (China Educational Publications Import and Export Corporation) contratou o autor de ficção científica sino-americano Ken Liu para traduzir O Problema dos Três Corpos para o inglês no primeiro e no último volume, e ao tradutor Joel Martinsen no segundo volume.  Em 2013, foi anunciado que a série seria publicada nos Estados Unidos pela Tor Books  e no Reino Unido pela Head of Zeus. A tradução para o inglês de Ken Liu foi publicada pela Tor Books em 2016 e ganhou o Prêmio Locus 2017 de melhor romance de ficção científica e foi finalista do Prêmio Hugo. As traduções dos romances feitas por Liu e Martinsen contêm notas de rodapé explicando referências à história chinesa que podem não ser familiares ao público internacional.